# Audan Schalqar
Der Audan Schalqar (kasachisch Шалқар ауданы Şalqar audany, russisch Шалкарский район Schalkarski rajon) ist ein Bezirk im Gebiet Aqtöbe in Kasachstan.

## Geografie
Der Audan Schalqar liegt im Westen Kasachstans im Gebiet Aqtöbe. Er grenzt im Norden an die Audandar Mughalschar, Äiteke bi und Yrghys und im Osten an den Audan Aral im Gebiet Qysylorda. Im Süden grenzt er an die usbekische autonome Republik Karakalpakistan und im Westen an den Audan Baighanin.

## Bevölkerung
Bei der Volkszählung 1999 hatte der Audan Schalqar 46.697 Einwohner. Die Volkszählung 2009 ergab für den Bezirk eine Einwohnerzahl von 44.187. Bei der letzten Volkszählung 2021 lebten 42.484 Menschen im Audan Schalqar. Die Fortschreibung der Bevölkerungszahl ergab zum 1. Januar 2025 eine Einwohnerzahl von 42.003.
| Einwohnerentwicklung               | Einwohnerentwicklung | Einwohnerentwicklung | Einwohnerentwicklung | Einwohnerentwicklung | Einwohnerentwicklung | Einwohnerentwicklung | Einwohnerentwicklung |
| 1939                               | 1959                 | 1970                 | 1979                 | 1989                 | 1999                 | 2009                 | 2021                 |
| ---------------------------------- | -------------------- | -------------------- | -------------------- | -------------------- | -------------------- | -------------------- | -------------------- |
| 30.299                             | 34.277               | 44.101               | 48.673               | 54.512               | 46.697               | 44.187               | 42.484               |
| Anmerkung: Volkszählungsergebnisse |                      |                      |                      |                      |                      |                      |                      |

## Verwaltungsgliederung
Der Audan Schalqar ist in zwölf ländliche Bezirke (kasachisch Ауылдық округ Auyldyq okrug; russisch Сельский округ Selski okrug) gegliedert (Stand: 2021).
| Ländlicher Bezirk | Einwohner | Einwohner | Orte                                         |
| Ländlicher Bezirk | 2009      | 2021      | Orte                                         |
| ----------------- | --------- | --------- | -------------------------------------------- |
| Aischuaq          | 2.012     | 1.744     | Begimbet, Jessetata                          |
| Aqtoghai          | 820       | 745       | Aqtan batyr, Qorghanschar, Qotyrtas          |
| Berschügir        | 2.099     | 1.571     | Alabas, Birschoghyr, Saryssai                |
| Bosoi             | 2.653     | 2.859     | Bosoi, Qangbaqty, Qojanqulaq                 |
| Jesset Kötibarow  | 910       | 636       | Alaqosy, Baiqadam                            |
| Kischiqum         | 2.106     | 1.769     | Aqespe, Qaraschoqat, Schilikti, Schoqyssu    |
| Möngke Bi         | 1.172     | 1.101     | Möngke Bi, Qumschoqat, Taldyqudyq            |
| Qauylschyr        | 1.862     | 1.484     | Qauylschyr, Solenyj, Ulpan                   |
| Schalqar          | 26.574    | 27.833    | Schalqar                                     |
| Schalqar          | 922       | 541       | Schyltyr, Taldyqum                           |
| Schangaqonys      | 792       | 618       | Aqqaitym, Qopassor, Toqtantus                |
| Schetyrqys        | 804       | 648       | Qaratoghai, Tumalyköl                        |
| Toghys            | 1.461     | 935       | Kengdala, Köpmola, Schylan, Tösbulaq, Toghys |